# 동성 입양
동성 입양(영어: Same-sex Adoption)은 성별이 같은 부부 또는 커플이 자녀를 입양하는 것을 말하며, 동성 부부가 공동 입양하거나 상대방의 생물학적 자녀를 한 부부가 입양(두 번째 부모 입양)하는 형태를 취할 수 있다. 동성 부부의 입양은 27개 국가와 여러 하위 관할권 및 종속 지역에서 합법이다. 또한, 추가로 5개국에서 동성 부부에게 일부 형태의 동성 입양이 합법화될 예정이다.
헌법과 법령이 일반적으로 LGBT가 입양할 권리를 다루지 않는다는 점을 감안할 때, LGBT 부부가 개인적으로 또는 부부로서 부모 역할을 할 수 있는지 여부를 종종 사법적으로 결정한다. 동성결혼을 허용하는 나라 중 대부분은 동성 입양을 허용한다. 2022년 기준 예외는 에콰도르와 멕시코에서 동성 결혼을 한 주의 1/3이다. 대부분의 나라에서 동성 입양을 허용하지만 헌법에 따라 금지된 에콰도르는 예외이다.
동성 부부의 입양을 반대하는 사람들은 LGBT 양육이 아이들에게 부정적인 영향을 미친다고 주장해 왔다. 그러나 연구에 따르면 LGBT 부모는 이성의 부모만큼 적합하고 능력이 있으며 그들의 자녀는 이성의 부모가 키운 자녀만큼 심리적으로 건강하고 잘 적응한다.

## 성소수자의 입양

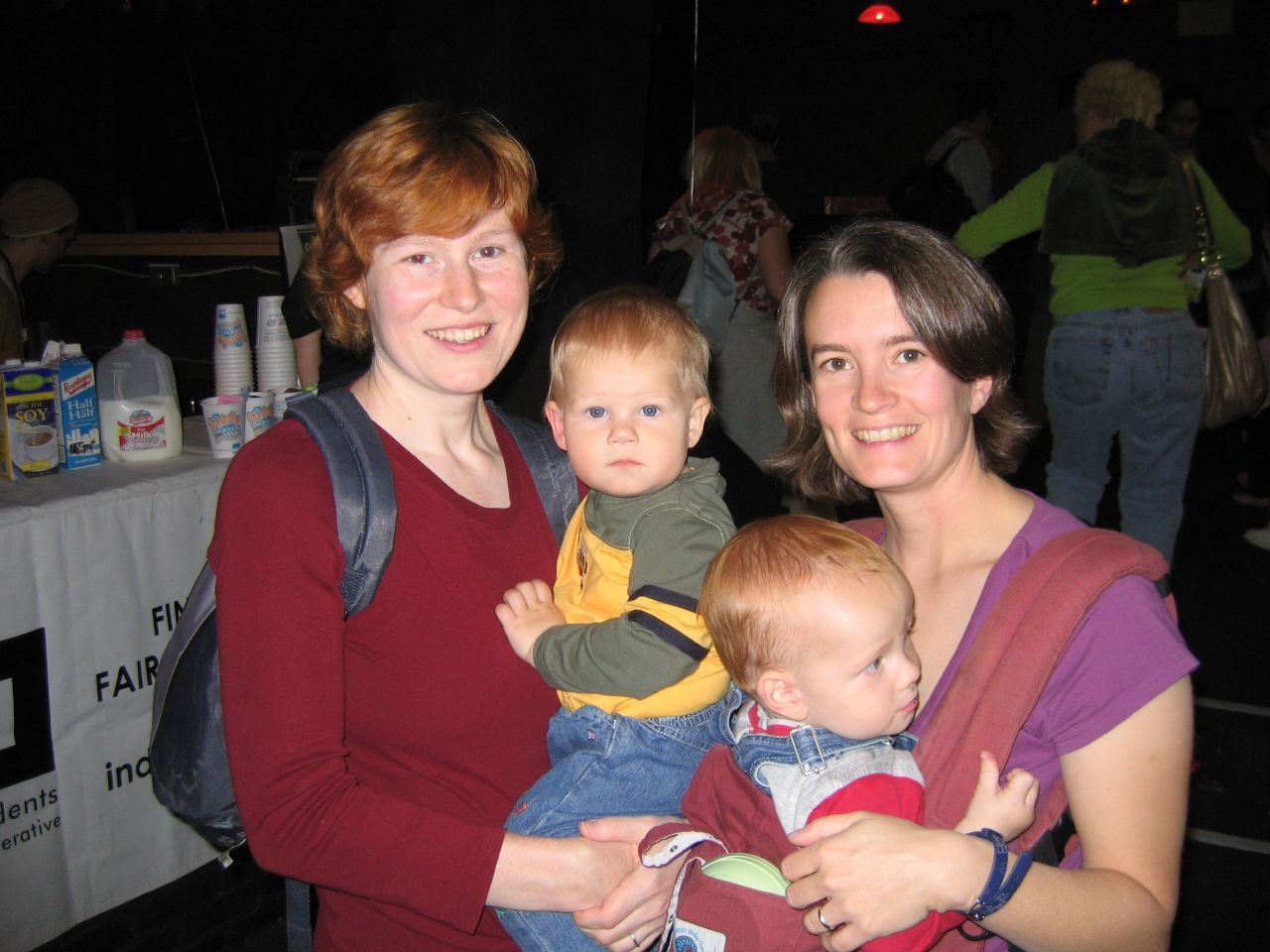
레즈비언 부부가 아이를 낳은 모습

LGBT 부모를 둔 아동의 성장에 대한 기존 연구에는 오직 특정 사례만을 고려한 제한된 연구만 이행됐다. 더욱이 연구에서 입양에 대해 언급하는 경우 입양된 자녀의 성장 결과와 원래 가족이나 의붓 가족의 성장 결과를 구별하지 못하는 경우가 많기 때문에 LGBT 입양 반대자들의 주장에 맞서기 위해 LGBT 양육의 일반적인 사례에 대한 연구가 사용된다. 한 연구에서는 레즈비언 가정이나 게이 가정인 56개 가정 중 한 곳에 배치된 3세 미만 입양아의 성장 결과를 평가하여 이 문제를 직접적으로 다루었다. 표본이 적고 아동이 아직 입양 상태나 성 발달의 역학을 인식하지 못했다는 사실에도 불구하고, 연구자들은 부모의 성적 지향에 따른 자녀의 성장 결과에 유의미한  차이를 발견하지 못했다.
과학자들의 연구에 따르면 동성 부부의 자녀는 이성 부부의 자녀만큼 잘 성장했다.
1979년 메트로폴리탄 커뮤니티 교회의 존 카이퍼 목사와 그의 남편은 미국에서 최초로 아이를 입양할 권리를 얻은 게이 남성이 되었다.

## 논쟁
LGBT의 아동 입양은 활발히 논의되고 있다. 예를 들어, 미국에서는 LGBT의 입양을 금지하는 법안이 많은 관할 구역에서 도입되었다. 이러한 노력은 대부분 실패했다. 1973년 이전까지는 주 법원이 일반적으로 동성애자가 입양을 통해 자녀를 양육하는 것을 금지했다.
하지만, 주요 전문 단체들은 동성 부부의 입양을 옹호하는 성명을 발표했다. 미국심리학회는 동성애자의 심리적 건강에 해를 끼치는 사회적 편견을 인용하면서 동성 부부의 입양을 지지했으며, 그들의 양육이 해를 끼친다는 증거는 없다고 지적했다. 미국의사협회는 사람들의 편견으로 동성 부부의 자녀에 대한 의료 격차를 유발할 수 있다고 언급하면서 동성 부부의 두 번째 부모 입양을 지지하는 유사한 입장을 발표했다.
LGBT 부모의 입양을 지지하는 주장은 다음과 같다.
- 아동은 자신의 웰빙을 돌볼 수 있는 가족, 보호자 또는 사람을 가질 권리가 있다.[15]
- 가정생활을 할 수 있는 아동과 부모의 권리가 있어야 한다.
- 동성 부부와 이성애자 부부가 키운 아이들 사이의 차이는 매우 적다. 이는 부모의 성적 취향은 아이를 키울 때 거의 관련이 없다는 것을 증명한다.[16][17]
- LGBT 양육에 반대하는 사람들의 주장에도 불구하고,  동성 커플이 아이를 키울 수 있는 좋은 조건을 제공할 수 있다는 증거가 있다.[18][19][20][21]
- 아이들에게 입양은 고아원에 가는 것 보다는 더 나은 대안이다.[22][23][24][25][26]
- 일상 생활에서 양부모에 대한 수식 감소 및 자녀의 생물학적 부모가 사망하는 상황이 있다.[27][28]

LGBT 부모의 입양에 대해 다음과 같은 주장이 있다.
- 많은 고아원들은 종교적 신앙을 기반으로 한다. LGBT 부모를 지원하는 것은 종교에 어긋날 수 있다..[29]
- 아이들은 엄마와 아빠가 필요하다. 어머니와 아버지 중 최소 한 명은 필요하다. 이들은 한 성별이 자녀에게 다른 성별이 할 수 없는 어떤 것을 가르칠 수 있다고 가정한다.[30][31]
- 어떤 사람들은 동성 가정이나 LGBT 가정에서 자란 아이들이 성 및 성 장애를 경험할 가능성이 더 높다고 생각한다.[30]
- 어머니와 아버지가 각각 집에서 해야 할 일, 여성이 남성을 "돌보아"야 하는 것을 포함하여 전형적인 성 역할에 대해 많은 의견이 있다.[30]

### 국가별 의견
다음은 2021년 2월을 기준으로 다음과 같은 국가들에 동성 입양에 대한 전국적 논쟁이 일어나고 있다.
- 체코(의붓자식이나 부분 입양)

## 법적 지위
동성 입양은 다음 국가들에서 허용된다.
- 안도라 (2014년)[32]
- 아르젠티나 (2010년)[33]

세계 동성 부부들의 법적 입양 상태:
동성 입양이 전면적으로 허용되는 국가
두 번째 부모의 입양만이 허용되는 국가
동성 결혼이나 동성 입양에 관한 법률이 전무한 국가
동성 결혼은 허용되나 동성 입양은 허용되지 않는 국가

- 오스트레일리아 (2018년)[b]
- 오스트리아 (2016년)[34]
- 벨기에 (2006년)[35]
- 브라질 (2010년)[36]
- 캐나다 (2011년)[c][37][38]
- 칠레 (2022년)[39]
- 콜롬비아 (2015년)[40]
- 코스타리카 (2020년)
- 크로아티아 (2022년)
- 덴마크 (2010년)[41]
  - 그린란드 (2016년)[42]
  - 페로 제도 (2017년)[43]
- 핀란드 (2017년)[44]
- 프랑스 (2013년)[45]
- 독일 (2017년)[46]
- 아이슬란드 (2006년)[47]
- 아일랜드 (2015년)[48]
- 이스라엘 (2008년)
- 리히텐슈타인 (2022년)[49]
- 룩셈부르크 (2015년)[50][51]
- 몰타 (2014년)[52]
- 네덜란드 (2001년)[53]
- 뉴질랜드 (2013년)[53]
- 노르웨이 (2009년)[54]
- 포르투갈 (2016년)[55]
- 남아프리카 공화국 (2002년)[56]
- 스페인 (2005년)[57]
- 스웨덴 (2003년)[58]
- 스위스 (2022년)[59]
- 타이완 (2022)[d])[60]
- 영국[e]
  - 잉글랜드와 웨일스 (2005년)[61]
  - 스코틀랜드 (2009년)[62]
  - 북아일랜드 (2013년)[63][64]
- 미국 (2017년)[f][65][66][67][68]
- 우루과이 (2009년)[69][70]

동성 입양은 다음 하위 국가 관할권이나 종속 지역에 허용된다.
- 영국의 왕실속령과 영국의 해외 영토:
  - 버뮤다 (2015년)[71]
  - 케이먼 제도 (2019년)
  - 지브롤터 (2014년)[72]
  - 건지섬 (2017년)[73]
  - 맨섬 (2011년)[74]
  - 저지섬 (2012년)[75]
  - 핏케언 제도 (2015년)[76]
  - 포클랜드 제도 (2017년)[77]
  - 세인트헬레나 어센션 트리스탄다쿠냐 (2017년)[78]
- 멕시코:
  - 아과스칼리엔테스주 (2019년)[79]
  - 바하칼리포르니아주 (2017년)
  - 캄페체주 (2016년)[80]
  - 치아파스주 (2017년)[81]
  - 치와와주 (2017년)
  - 코아우일라주 (2014년)[82]
  - 콜리마주 (2016년)[83]
  - 이달고주 (2019년)
  - 멕시코시티 (2010년)[84]
  - 미초아칸주 (2016년)[85]
  - 모렐로스주 (2016년)[86]
  - 나야리트주 (2019년)
  - 산루이스포토시주 (2019년)[87]
  - 푸에블라 (2017년)
  - 베라쿠르즈 (2016년)[88]
  - 케레타로 (2017년)[89]
- 카리브 네덜란드 (2012년)[90]

다음 국가들은 의붓자식 입양만을 허용한다:
- 에스토니아 (2016년)[91]
- 이탈리아 (2016년)[g][92]
- 산 마리노 (2018년)[93]
- 슬로베니아 (2011년)[94][95]

## 같이 보기
- 동성결합
- 두 번째 부모 입양

### 내용주
1. ↑  2022년 3월 기준
2. ↑  일부 주에는 2002년부터 동성 입양이 허용됐다.
3. ↑  일부 주에는 1996년부터 동성 입양이 허용됐다.
4. ↑  입법부에 아직 성문화되지 않은 법원의 명령과 판결에 의한 것이다.
5. ↑  지역별로 허가 연도가 다르다.
6. ↑  일부 주에는 1993년부터 동성 입양이 허용됐다.
7. ↑  일부 사례에만 한정된다.

### 참조주
1. ↑  “Marriage of Same-Sex Couples – 2006 Position Statement Canadian Psychological Association” (PDF). 2006. 2009년 4월 19일에 원본 문서 (PDF)에서 보존된 문서.
2. ↑  “Elizabeth Short, Damien W. Riggs, Amaryll Perlesz, Rhonda Brown, Graeme Kane: Lesbian, Gay, Bisexual and Transgender (LGBT) Parented Families – A Literature Review prepared for The Australian Psychological Society” (PDF). 2020년 1월 15일에 확인함.
3. ↑  “Brief of the American Psychological Association, Kentucky Psychological Association, Ohio Psychological Association, American Psychiatric Association, American Academy of Pediatrics, American Association for Marriage and Family Therapy, Michigan Association for Marriage and Family Therapy, National Association of Social Workers, National Association of Social Workers Tennessee Chapter, National Association of Social Workers Michigan Chapter, National Association of Social Workers Kentucky Chapter, National Association of Social Workers Ohio Chapter, American Psychoanalytic Association, American Academy of Family Physicians, and American Medical Association as Amici Curiae in Support of Petitioners” (PDF). 2019년 4월 12일에 원본 문서 (PDF)에서 보존된 문서. 2017년 6월 27일에 확인함.
4. ↑  Charlotte Patterson, et al., "Adolescents with Same-Sex Parents: Findings from the National Longitudinal Study of Adolescent Health, 7 November 2007, pg. 2
5. ↑  Farr, Rachel H; Forssell, Stephen L; Patterson, Charlotte J (2010). “Parenting and Child Development in Adoptive Families: Does Parental Sexual Orientation Matter?” (PDF). Psychology Press. 《Applied Developmental Science》 14 (3): 164–178. doi:10.1080/10888691.2010.500958. ISSN 1088-8691. S2CID 12851671. 2017년 8월 21일에 원본 문서 (PDF)에서 보존된 문서. 2010년 7월 27일에 확인함.
6. ↑  Pawelski, J. G.; Perrin, E. C.; Foy, J. M.; Allen, C. E.; Crawford, J. E.; Del Monte, M.; Kaufman, M.; Klein, J. D.; Smith, K.; Springer, S.; Tanner, J. L.; Vickers, D. L. (2006). “The Effects of Marriage, Civil Union, and Domestic Partnership Laws on the Health and Well-being of Children”. 《Pediatrics》 118 (1): 349–364. doi:10.1542/peds.2006-1279. PMID 16818585. 2013년 11월 2일에 확인함.
“AMA Policy Regarding Sexual Orientation”. American Medical Association. 2013년 11월 2일에 확인함.
“Position Statement on Support of Legal Recognition of Same-Sex Civil Marriage” (PDF). American Psychiatric Association. 2013년 11월 2일에 확인함.
“Statement on Marriage and the Family”. American Anthropological Association. 2015년 6월 9일에 확인함.
“Position Statement on Adoption and Co-parenting of Children by Same-sex Couples” (PDF). American Psychiatric Association. 2002. 2013년 11월 2일에 확인함.
“The APA reaffirms support for same-sex marriage”. San Diego Gay and Lesbian News. 2010년 8월 11일. 2012년 7월 28일에 확인함.
“Support for Marriage Equality” (PDF). American Academy of Nursing. July 2012. 2013년 11월 2일에 확인함.
“Marriage of Same-Sex Couples – 2006 Position Statement Canadian Psychological Association” (PDF). 2006. 2009년 4월 19일에 원본 문서 (PDF)에서 보존된 문서.
“Elizabeth Short, Damien W. Riggs, Amaryll Perlesz, Rhonda Brown, Graeme Kane: Lesbian, Gay, Bisexual and Transgender (LGBT) Parented Families – A Literature Review prepared for The Australian Psychological Society” (PDF). 2011년 3월 4일에 원본 문서 (PDF)에서 보존된 문서. 2010년 11월 5일에 확인함.
Brief of the American Psychological Association, Kentucky Psychological Association, Ohio Psychological Association, American Psychiatric Association, American Academy of Pediatrics, American Association for Marriage and Family Therapy, Michigan Association for Marriage and Family Therapy, National Association of Social Workers, National Association of Social Workers Tennessee Chapter, National Association of Social Workers Michigan Chapter, National Association of Social Workers Kentucky Chapter, National Association of Social Workers Ohio Chapter, American Psychoanalytic Association, American Academy of Family Physicians, and American Medical Association as Amici Curiae in Support of Petitioners 보관됨 12 4월 2019 - 웨이백 머신
Herek GM (September 2006). “Legal recognition of same-sex relationships in the United States: a social science perspective” (PDF). 《The American Psychologist》 61 (6): 607–21. doi:10.1037/0003-066X.61.6.607. PMID 16953748. 2010년 6월 10일에 원본 문서 (PDF)에서 보존된 문서.
Biblarz, Timothy J.; Stacey, Judith (2010). “How Does the Gender of Parents Matter?”. 《Journal of Marriage and Family》 72: 3–22. CiteSeerX 10.1.1.593.4963. doi:10.1111/j.1741-3737.2009.00678.x. 2017년 10월 19일에 원본 문서에서 보존된 문서. 2015년 7월 26일에 확인함.
Brief presented to the Legislative House of Commons Committee on Bill C38 by the Canadian Psychological Association – June 2, 2005. 보관됨 13 10월 2012 - 웨이백 머신
Davis, Annie (2017년 10월 22일). “Children raised by same-sex parents do as well as their peers, study shows”. 《The Guardian》. 2018년 3월 28일에 확인함.
Bever, Lindsey (2014년 7월 7일). “Children of same-sex couples are happier and healthier than peers, research shows”. 《The Washington Post》. 2018년 3월 28일에 확인함.
7. ↑  “Key Moments in Fight for Gay Rights”. 《ABC News》.
8. ↑  Vecsey, George (1979년 6월 21일). “Approval Given for Homosexual to Adopt a Boy”. 《The New York Times》.
9. ↑  Starr, Karla (Winter 1998). “Adoption by Homosexuals: A Look at Differing State Court Opinions”. 《Ariz. L. Rev.》 40: 1497. 2021년 5월 8일에 확인함.
10. ↑  Paige, Ruth Ullmann (August 2005). “Proceedings of the American Psychological Association for the legislative year 2004. Minutes of the meeting of the Council of Representatives 28 & 30 July 2004”. 《American Psychologist》 (Honolulu, HI) 60 (5): 436–511. doi:10.1037/0003-066X.60.5.436. 2021년 5월 8일에 확인함.
11. ↑  “Resolution on Sexual Orientation and Marriage” (PDF). 2011년 5월 11일에 원본 문서 (PDF)에서 보존된 문서. 2021년 4월 8일에 확인함.
12. ↑  “Position Statement: Adoption and Co-parenting of Children by Same-sex Couples” (PDF). 《American Psychological Association》. November 2002. 2009년 8월 23일에 원본 문서에서 보존된 문서.
13. ↑  “Lesbian & Gay Parenting” (PDF). American Psychological Association. 2005. 12쪽.
14. ↑  “H-60.940 Partner Co-Adoption, H-65.973 Health Care Disparities in Same-Sex Partner Households "AMA Policy regarding sexual orientation"”. Ama-assn.org. 2013년 10월 19일에 원본 문서에서 보존된 문서. 2013년 3월 16일에 확인함.
15. ↑  Mark Joseph Stern (2014년 8월 1일). “Conservatives want to keep gay couples from adopting or fostering kids.”. 《Slate Magazine》. 2017년 10월 8일에 확인함.
16. ↑  “What are children's rights?”. 2017년 10월 8일에 확인함.
17. ↑  “Lesbian and gay couples' rights – adopting children”. 2015년 5월 5일에 원본 문서에서 보존된 문서. 2015년 7월 26일에 확인함.
18. ↑  Baiocco, Roberto (2013). “Attitudes of Italian Heterosexual Older Adults Towards Lesbian and Gay Parenting”. 《Sexuality Research and Social Policy》 10 (4): 285–292. doi:10.1007/s13178-013-0129-2. S2CID 145433638.
19. ↑  Mazrekaj, Deni; De Witte, Kristof; Cabus, Sofie (2020). “School Outcomes of Children Raised by Same-Sex Parents: Evidence from Administrative Panel Data”. 《American Sociological Review》 85 (5): 830–856. doi:10.1177/0003122420957249. S2CID 222002953.
20. ↑  Marks, Loren (2012). “Same-sex parenting and children's outcomes: A closer examination of the American psychological association's brief on lesbian and gay parenting”. 《Social Science Research》 41 (4): 735–751. doi:10.1016/j.ssresearch.2012.03.006. PMID 23017844.
21. ↑  “I've got two dads – and they adopted me”. 《University of Cambridge》. 2013년 3월 4일. 2017년 10월 8일에 확인함.
22. ↑  “ECDF Facts – Family Equality Council”. 《Family Equality Council》. 2017년 10월 8일에 확인함.
23. ↑  Goldberg, Abbie E. (2007). “(How) Does It Make a Difference? Perspectives of Adults With Lesbian, Gay, and Bisexual Parents” (PDF). 《American Journal of Orthopsychiatry》 77 (4): 550–562. doi:10.1037/0002-9432.77.4.550. PMID 18194035. S2CID 40007667. 2020년 7월 7일에 원본 문서 (PDF)에서 보존된 문서.
24. ↑  “Adoptions by Same-Sex Couples Still on the Rise”. 《Adoptive Families》. 2017년 10월 8일에 확인함.
25. ↑  Tanya M. Washington. “Throwing Black Babies Out with the Bathwater: A Child-Centered Challenge to Same-Sex Adoption Bans”. 《6 Hastings Race and Poverty Law Journal》 6: 1.
26. ↑  Alicia Erickson Zink. “Adoptive Homes and the Meaning of Family: Implications for Gay and Lesbian Prospective Parents” (PDF). 《Journal of Student Social Work》 3. 2012년 12월 20일에 원본 문서 (PDF)에서 보존된 문서. 2021년 4월 8일에 확인함.
27. ↑  “Legal Issues for Gay and Lesbian Adoption”. 《Findlaw》. 2017년 10월 8일에 확인함.
28. ↑  “Dziecko w rodzinie homoseksualistów. Adopcja to nie problem, wychowanie już tak” [A child in a homosexual family. Adoption is not a problem, education is]. 《NaTemat.pl》 (폴란드어). 2017년 10월 8일에 확인함.
29. ↑  “Arguments For and Against Gay Adoption”. 《Debating Europe》. 2021년 3월 6일에 확인함.
30. 1 2 3  “Ten Arguments From Social Science Against Same-Sex Marriage”. 《Family Research Council》. 2021년 3월 6일에 확인함.
31. ↑  Vonholdt, Christl R. “The Child's Right to a Mother and Father: Ten Reasons Against Adoption Rights for Homosexual Couples”. 2021년 3월 6일에 확인함.[깨진 링크(과거 내용 찾기)]
32. ↑  “Llei 34/2014, del 27 de novembre, qualificada de les unions civils i de modificació de la Llei qualificada del matrimoni, de 30 de juny de 1995”. 《Butlleti Oficial de Principat d'Andorra》 (카탈루냐어). 2021년 4월 8일에 확인함.
33. ↑  Marie Trigona (2010년 7월 15일). “Argentina Passes Gay Marriage Law”. Towardfreedom.com. 2010년 9월 13일에 확인함.
34. ↑  “Austrian court rules to allow same-sex adoptions”. 《The Privateer》. 2016년 1월 16일. 2017년 10월 8일에 확인함.
35. ↑  David Morton Rayside. Queer inclusions, continental divisions: public recognition of sexual diversity in Canada and the United States. University of Toronto Press, 2008. p. 388 (p. 20). ISBN 0-8020-8629-2.
36. ↑  “Homosexual couples can adopt children, decides to Supreme Court of Justice”. Athosgls.com.br. 2010년 4월 27일. 2019년 5월 2일에 원본 문서에서 보존된 문서. 2017년 10월 8일에 확인함.
37. ↑  “FAQ's”. ACC. 2007년 5월 31일. 2018년 10월 3일에 원본 문서에서 보존된 문서. 2017년 10월 8일에 확인함.
38. ↑  “Timeline: Same Sex Rights in Canada”. CBC News. 2012년 1월 12일. 2017년 10월 8일에 확인함.
39. ↑  “Chile aprueba el matrimonio igualitario tras años de espera | Sociedad | EL PAÍS”. 2021년 12월 7일.
40. ↑  “Corte Constitucional da vía libre a adopción gay en Colombia” (스페인어). Eltiempo.Com. 2015년 11월 5일. 2017년 10월 8일에 확인함.
41. ↑  “Gays given equal adoption rights”. 《The Copenhagen Post Online》. 2010년 5월 5일. 2010년 5월 8일에 원본 문서에서 보존된 문서. 2021년 4월 8일에 확인함.
42. ↑  Joseph Patrick McCormick (2015년 5월 27일). “Parliament in Greenland unanimously approves same-sex marriage”. 《PinkNews》. 2017년 10월 8일에 확인함.
43. ↑  Sean Mandell (2016년 4월 29일). “Faroe Islands Legalizes Same-Sex Marriage and Adoption”. 《Towleroad》. 2017년 10월 9일에 원본 문서에서 보존된 문서. 2017년 10월 8일에 확인함.
44. ↑  Joe Morgan (2015년 2월 20일). “Finland president signs gay marriage law – couples will have to wait to get married until 2017”. 《Gay Star News》. 2016년 6월 23일에 원본 문서에서 보존된 문서. 2017년 10월 8일에 확인함.
45. ↑  “François Hollande signs same-sex marriage into law – FRANCE”. FRANCE 24. 2013년 5월 18일. 2017년 10월 8일에 확인함.
46. ↑  “Germany legalises same-sex marriage after Angela Merkel allows free vote”. 《ABC News》. 2017년 6월 30일. 2021년 4월 8일에 확인함.
47. ↑  David Morton Rayside. Queer inclusions, continental divisions: public recognition of sexual diversity in Canada and the United States. University of Toronto Press, 2008. p. 388 (p. 21). ISBN 0-8020-8629-2.
48. ↑  Nick Duffy (2015년 4월 2일). “Irish senators approve same-sex adoption bill”. 《PinkNews》. 2017년 10월 8일에 확인함.
49. ↑  “Art. 25 gekippt: Etappensieg für gleichgeschlechtliche Paare - Liechtenstein - Liechtensteiner Volksblatt, die Tageszeitung für Liechtenstein”. 《Liechtensteiner Volksblatt》 (독일어). 2022년 5월 6일에 원본 문서에서 보존된 문서. 2022년 5월 24일에 확인함.
50. ↑  “Le mariage pour tous dès le 1er janvier 2015” [Marriage for all as of 1 January 2015] (프랑스어). L'essentiel. 2014년 7월 17일. 2017년 10월 8일에 확인함.
51. ↑  Mémorial (Official Journal of the Grand-Duchy of Luxembourg). “Réforme du mariage” (PDF) (프랑스어). 2016년 9월 16일에 원본 문서 (PDF)에서 보존된 문서. 2014년 7월 18일에 확인함.
52. ↑  Curtis M. Wong (2014년 4월 14일). “Malta Legalizes Gay Partnerships, Adoption Rights”. 《HuffPost》. Reuters. 2017년 10월 8일에 확인함.
53. 1 2  “Gay Marriage Goes Dutch”. CBS News. Associated Press. 2001년 4월 1일. 2017년 10월 8일에 확인함.
54. ↑  “Norway passes law approving gay marriage”. NBC News. Associated Press. 2008년 6월 17일. 2017년 10월 8일에 확인함.
55. ↑  “Portugal allows same-sex adoption, artificial insemination”. 《Associated Press》. 2015년 11월 20일. 2017년 10월 8일에 확인함.
56. ↑  “South Africa OKs Gay Adoption”. Windy City Media Group. 2002년 10월 1일. 2019년 5월 15일에 원본 문서에서 보존된 문서. 2017년 10월 8일에 확인함.
57. ↑  Renwick McLean (2005년 7월 1일). “Spain gives approval to gay unions”. 《The New York Times》. 2017년 10월 8일에 확인함.
58. ↑  “Sweden legalises gay adoption”. 《BBC News Online》. 2002년 6월 6일. 2017년 10월 8일에 확인함.
59. ↑  “Swiss voters back same-sex marriage and adoption by clear majority | CBC News”.
60. ↑  “Same-sex couple become first in Taiwan to legally adopt child”. 《TheGuardian.com》. 2022년 1월 13일.
61. ↑  “New Adoption Law Gives Gay Couples Joint Rights”. UK Gay News. 2005년 12월 30일. 2011년 1월 6일에 원본 문서에서 보존된 문서. 2010년 1월 21일에 확인함.
62. ↑  Ellen Thomas (2009년 9월 20일). “New legislation sees gay Scottish couples win right to adopt children”. 《Herald Scotland》. 2017년 10월 8일에 확인함.
63. ↑  “Gay adoption: Northern Ireland ban lifted”. 《BBC News》. 2013년 12월 11일. 2017년 10월 8일에 확인함.
64. ↑  “Adoption – Frequently Asked Questions”. Northern Ireland Department of Health, Social Services and Public Safety. 2014년 2월 22일에 원본 문서에서 보존된 문서. 2014년 2월 5일에 확인함.
65. ↑  Human Rights Campaign (2008). “Adoption Laws: State by State”. 2013년 5월 21일에 원본 문서에서 보존된 문서. 2017년 10월 8일에 확인함.
66. ↑  “How To Adopt”. Mnadopt.org. 2012년 8월 1일. 2013년 11월 10일에 원본 문서에서 보존된 문서. 2013년 12월 5일에 확인함.
67. ↑  “Greenwood and Fink (Providence, RI) – all legal services for same-sex adopting couples and more”. Lesbiangayadoption.com. 2017년 10월 8일에 확인함.
68. ↑  “LGBT Adoption Laws Wyoming”. 2017년 10월 8일에 확인함.
69. ↑  Yanina Olivera (2009년 9월 9일). “Uruguay approves Latin America's first gay adoption law”. AFP. 2010년 11월 10일에 원본 문서에서 보존된 문서. 2010년 1월 21일에 확인함.
70. ↑  “Uruguay Bill Permitting Same-sex Couples to Adopt Becomes Law”. AQ Online. 2009년 10월 27일. 2017년 10월 8일에 확인함.
71. ↑  “In The Supreme Court of Bermuda CIVIL JURISDICTION 2014: No. 308” (PDF). 2016년 2월 10일에 원본 문서 (PDF)에서 보존된 문서. 2016년 1월 22일에 확인함.
72. ↑  Scott Roberts (2014년 3월 21일). “Gibraltar approves civil partnerships bill”. 《Pink News》. 2017년 10월 8일에 확인함.
73. ↑  “Guernsey Foster Care: Who can adopt”. Guernsey Foster Care. 2019년 3월 30일에 원본 문서에서 보존된 문서. 2017년 10월 8일에 확인함.
74. ↑  “New laws raise hopes for more adoptions in Isle of Man”. 《BBC News》. 2011년 4월 15일. 2017년 10월 8일에 확인함.
75. ↑  “Jersey's civil partnership law comes into force”. 《BBC News》. 2012년 4월 2일. 2017년 10월 8일에 확인함.
76. ↑  “GayLawNet – Laws – Pitcairn – PN”. 2019년 2월 7일에 원본 문서에서 보존된 문서. 2017년 10월 8일에 확인함.
77. ↑  “Falkland Islands”. GayLawNet. 2017년 10월 8일에 확인함.
78. ↑  “Ascension Island, Saint Helena, and Tristan da Cunha LGBT Laws”. 《Pride Legal: Law at Your Command》. 2018년 9월 11일에 원본 문서에서 보존된 문서. 2021년 4월 8일에 확인함.
79. ↑  “Reconoce Amézquita que parejas gay sí pueden adoptar en Aguascalientes” (스페인어). 2019년 10월 22일에 확인함.
80. ↑  “Adopción por parejas del mismo sexo ya es viable en Campeche” [Adoption by same-sex couples is already viable in Campeche] (스페인어). 2017년 10월 9일에 원본 문서에서 보존된 문서. 2017년 10월 8일에 확인함.
81. ↑  “Parejas gay en Chiapas podrán adoptar, acceder a la salud…”. 《Excélsior》 (스페인어). 2017년 7월 12일. 2019년 10월 22일에 확인함.
82. ↑  Jesús Castro (2014년 2월 12일). “Ya pueden parejas gay adoptar en Coahuila; PAN vota en contra” [Gay couples can already adopt in Coahuila; PAN votes against it]. 《Vanguardia》 (스페인어). Marmor Informa. 2017년 10월 9일에 원본 문서에서 보존된 문서. 2017년 10월 8일에 확인함.
83. ↑  “Parejas del Mismo Sexo Pueden Adoptar en Colima: funcionario del DIF”. 2016년 6월 14일. 2016년 6월 15일에 원본 문서에서 보존된 문서. 2021년 4월 8일에 확인함.
84. ↑  “Mexico City's gay marriage law takes effect”. NBC News. Associated Press. 2010년 3월 4일. 2017년 10월 8일에 확인함.
85. ↑  Leticia Florian Arriaga (2016년 5월 24일). “Con el matrimonio igualitario Michoacán libra una batalla de activismo ideológico y jurídico”. 《Cambio de Michoacán》. 2019년 3월 23일에 원본 문서에서 보존된 문서. 2017년 10월 8일에 확인함.
86. ↑  “Abren adopciones a matrimonios gay” [Adoptions are open for gay couples]. Diario de Morelos. 2016년 6월 13일. 2017년 10월 8일에 확인함.
87. ↑  “Adopción, sin veda a matrimonios igualitarios: Valdés”. 《pulsoslp.com.mx》 (스페인어). 2019년 10월 22일에 확인함.
88. ↑  “Sin adoptar parejas del mismo género”. 《www.elmundodecordoba.com》 (스페인어). 2016년 9월 12일에 원본 문서에서 보존된 문서. 2017년 10월 8일에 확인함.
89. ↑  Martinez, Andy (2017년 4월 26일). “Parejas del mismo sexo pueden adoptar en Querétaro”. 《Quadratin》. 2021년 4월 8일에 확인함.
90. ↑  “Invoeringswet openbare lichamen Bonaire, Sint Eustatius en Saba” [Public Administration Act, Bonaire, Saint Eustatius and Saba] (네덜란드어). 2011년 1월 1일. 2017년 10월 8일에 확인함.
91. ↑  “Kooseluseadus” (에스토니아어). Riigikogu. 2017년 10월 8일에 확인함.
92. ↑  Elena Tebano (2016년 6월 22일). “Gay, Cassazione: sì alla stepchild adoption per il secondo genitore” [Gay, Cassation: yes to stepchild adoption for the second parent] (이탈리아어). 2017년 10월 8일에 확인함.
93. ↑  “LAW November 20, 2018 n.147 - Regulation of civil unions”. 《Consiglio Grande e Generale》 (이탈리아어). 2021년 4월 8일에 확인함.
94. ↑  “Confronting Homophobia in Europe” (PDF). 2017년 6월 19일에 원본 문서 (PDF)에서 보존된 문서. 2017년 10월 8일에 확인함.
95. ↑  “First Adoption by Gay Partner of Child's Parent”. 《Slovenian Times》. 2011년 7월 20일. 2019년 5월 2일에 원본 문서에서 보존된 문서. 2017년 10월 8일에 확인함.